# Invasión japonesa de Manchuria
La invasión japonesa de Manchuria por el Ejército de Kwantung del Imperio del Japón, comenzó el 18 de septiembre de 1931, inmediatamente después del incidente de Mukden. La ocupación japonesa de Manchuria duró hasta el término de la Segunda Guerra Mundial y daría lugar a la fundación del Estado títere de Manchukuo.

## Desarrollo de las operaciones

### Ataque relámpago sobre la línea férrea
Tras el incidente de Mukden y en violación a las órdenes emitidas por Tokio, el general en jefe del Ejército de Kwantung, Shigeru Honjō, ordenó a sus fuerzas que ampliaran rápidamente sus operaciones a lo largo del Ferrocarril del Sur de Manchuria. Bajo las órdenes del teniente general Jirō Tamon, las tropas de la 2.ª División se movilizaron hacia la línea del ferrocarril y capturaron a prácticamente todas las ciudades a lo largo de sus 1114 km en cuestión de días, ocupando An-shan, Haicheng, Kaiyuan, Tieling, Fushun, Szeping-chieh, Changchun, Kuanchengtzu, Yingkou, Antung, y Penhsihu.
Asimismo, el 19 de septiembre  en respuesta a la petición del general Honjō, el Ejército Chosun en Corea ordenó a la 20.ª División dividir su fuerza, formando la Brigada Mixta 39.ª, que partió el mismo día a Manchuria sin la autorización del emperador. Entre el 20 y el 25 de septiembre, las fuerzas japonesas tomaron Hsiungyueh, Changtu, Liaoyang, Tungliao, Tiaonan, Jilin, Chiaoho, Huangkutun y Hsin-min. Esto aseguró el control de las provincias de Liaoning y Jilin, junto con la línea de ferrocarril que comunicaba con Corea.
El gobierno civil japonés perdió su autoridad por esta grave insubordinación. Sin embargo, por los informes de las rápidas victorias sucesivas obtenidas por el ejército no fue capaz de oponérsele, tomando la decisión de enviar tres divisiones de infantería adicionales desde Japón, comenzando con la Brigada Mixta 14.ª de la 7.ª División. Eventualmente, el Emperador aprobó la ocupación de Manchuria. A principios de octubre las fuerzas totales del Ejército de Kwantung eran de cerca de 35.400 soldados.
De los ciento sesenta mil soldados del Ejército del Noreste al principio del incidente de Manchuria, cerca de sesenta mil desertaron y se pasaron al bando japonés. De los restantes, unos cuarenta mil soldados del ejército del señor de la guerra Zhang Xueliang se retiraron sin ofrecer mucha resistencia, adhiriéndose a la política del generalísimo Chiang Kai-Shek. El resto de las tropas, leales al Ejército Nacional Revolucionario, se mantuvieron en la provincia de Heilongjiang y principalmente en los alrededores de Harbin bajo el mando del General Ting Chao.

### Movimientos de secesión
Luego de que el Gobierno provincial de Liaoning huyera de Mukden, este fue reemplazado por un "Comité de Preservación del Pueblo" que declaró la separación de la provincia de Liaoining de la República de China. Otros movimientos secesionistas fueron organizadas en la provincia de Jilin, ocupada por los japoneses, bajo el mando del general Xi Qia, cabeza del «Nuevo Ejército de Kirin»; y en Harbin, por el general Chang Ching-hui.
A principios de octubre, el general Zhang Haipeng declaró la independencia de su distrito en Taonan, al noroeste de la provincia de Liaoning, a cambio de la entrega de una gran cantidad de suministros militares por el Ejército japonés. El general envió el 13 de octubre tres regimientos del Ejército Reclamatorio de Hsingan bajo el mando del general Xu Jinglong al norte, para tomar la capital de la provincia de Heilongjiang, Qiqihar por iniciativa japonesa. Se ofreció a Zhang la entrega pacífica de la ciudad, propuesta que aceptó.
Sin embargo, el general Dou Lianfang atacó su vanguardia y la forzó a retirarse con fuertes pérdidas. Durante la batalla, el puente ferroviario de Nenjiang fue dinamitado por las tropas leales al general Ma Zhanshan para evitar cualquier intento de cruzarlo.

### Resistencia a la invasión japonesa
La compañía del ferrocarril del Sur de Manchuria, que había sufragado la construcción de ferrocarril donde se encontraba el puente, temía que la destrucción de este impidiese el envío de la cosecha de soja y solicitó protección militar para la reparación. Los operarios enviados para evaluar los daños se vieron envueltos en un tiroteo y el Ejército de Kwantung presentó un ultimátum a las fuerzas chinas para que el 3 de noviembre el puente estuviese reparado o la empresa japonesa se encargaría de ello, bajo protección militar.
A pesar de los esfuerzos del consulado japonés, opuesto al estallido de nuevos combates, el Ejército de Kwantung decidió enviar a los operarios para reparar el puente el 4 de noviembre. Los combates estallaron entre las fuerzas japonesas y las tropas leales al gobernador de la provincia de Heilongjiang, el general Ma Zhanshan, quien optó por desobedecer la prohibición impuesta por el Gobierno del Guomindang de ofrecer resistencia a la invasión japonesa. Los dos primeros días los chinos lograron rechazar a las unidades japonesas, hasta que estas recibieron refuerzos. EL 7, con el grueso de las tropas de Ma en Qiqihar y Ang'angxi, los japoneses atacaron Sanchienfang al tiempo que exigían infructuosamente la dimisión de Ma y la retirada de sus tropas.
Y aunque no logró asegurar el puente, el general Zhanshan se convirtió en un héroe nacional en China por la resistencia que ofreció, que fue ampliamente reportada por la prensa china e internacional. La publicidad otorgada a la batalla inspiró a más voluntarios a alistarse en los Ejércitos de Voluntarios Antijaponeses.
El puente reparado hizo posible el avance de las fuerzas japonesas y sus trenes blindados. En noviembre llegaron nuevas tropas desde Japón, entre ellas la 4.ª Brigada Mixta de la 8.ª División. El 14 de noviembre los japoneses reanudaron sus ataques contra Ma. El 16, a pesar de haber perdido más de cuatrocientos hombres y tener a trescientos más heridos, el general Ma Zhanshan rechazó un ultimátum japonés para entregar Qiqihar. El 18 tres mil quinientas tropas japonesas bajo el mando del general Jirō Tamon comenzaron un ataque que terminó forzando a Ma a abandonar Qiqihar el 19 de noviembre y refugiarse en Hailun.

### Continúan las operaciones

#### Operaciones en el sur de Manchuria
A finales de noviembre de 1931, el general Honjō envió a diez mil soldados en trece trenes blindados a Chinchow desde Mukden escoltados por un escuadrón de bombarderos. Cuando las tropas se hallaban a 30 km de Chinchow, recibieron la orden de retirarse de parte del ministro de Guerra japonés Jirō Minami, debido a la proposición de la Sociedad de las Naciones para establecer una «zona neutral» entre China y Manchuria mientras se preparaba una conferencia de paz por el Gobierno del primer ministro de Japón Reijiro Wakatsuki en Tokio.
Sin embargo, las dos partes fallaron en el intento de alcanzar un acuerdo. El Gobierno de Wataksuki pronto cayó y fue sustituido por un nuevo gabinete liderado por el primer ministro Tsuyoshi Inukai. Negociaciones posteriores con el gobierno del Kuomintang fracasaron, por lo que el Gobierno japonés autorizó el refuerzo de las tropas en Manchuria. En diciembre, el resto de la 20.ª División de infantería junto con la Brigada Mixta 38.ª de la 19.ª División de Infantería fueron enviadas a Manchuria desde Corea mientras que la Brigada Mixta 8.ª de la 10.ª División de Infantería fue enviada desde Japón. Las fuerzas totales del Ejército de Kwantung se incrementaron hasta cerca de los 60 450 soldados.
Con esta importante fuerza el ejército japonés anunció el 21 de diciembre el inicio de una gran escalada con el objetivo de sofocar el creciente movimiento de resistencia por parte de la población china en las provincias de Liaoning y Jilin.
El 28 de diciembre, se formó un nuevo Gobierno en China después de que todos los miembros del antiguo renunciaran. Esto transformó el mando militar en un caos, retirándose el ejército chino hacia el sur de la Gran Muralla, en la provincia de Hebei. Las fuerzas japonesas ocuparon Chinchow el 3 de enero de 1932, luego de que sus defensores chinos se retiraran sin dar combate. Al día siguiente, los japoneses ocuparon Shanhaiguan, completando la invasión militar del sur de Manchuria.

#### Ocupación del norte de Manchuria
Con el sur de Manchuria asegurado, los japoneses se volvieron al norte para completar la ocupación de Manchuria. Tras fracasar las negociaciones con los generales Ma Zhanshan y Ting Chao, a principios de enero de 1932 el coronel Kenji Doihara requirió la colaboración del general Xi Qia para avanzar y tomar Harbin.
La última fuerza importante china en el norte de Manchuria la mandaba el general Ting Chao, quien organizó con éxito la defensa de Harbin frente al general Qia hasta la llegada de la 2.ª División del general Jirō Tamon; las fuerzas japonesas conquistaron Harbin el 4 de febrero de 1932.
A finales de febrero el general Zhanshan se unió al recientemente formado gobierno de Manchukuo como gobernador de la provincia de Heilongjiang y ministro de guerra de Manchukuo.
El 27 de febrero de 1932 el general Chao ofreció cesar con las hostilidades, terminando así de manera oficial la resistencia china en Manchuria, aunque los combates contra las guerrillas y algunas fuerzas intermitentes continuarían por varios años en la campaña para pacificar Manchukuo.